# Christian Andreas Zipser
Christian Andreas Zipser (ur. 25 listopada 1783 w Raab na Węgrzech, zm. 20 lutego 1864 w Beszterczebánya na Słowacji) – austriacki przyrodnik i pedagog pochodzenia niemiecko-węgierskiego; zajmował się głównie geologią, mineralogią i entomologią.

## Życiorys
Był synem Karla Zipsera, zawodowego wojskowego, i Kateriny z domu Kolbány. Uczył się w szkołach podstawowych w Pezinku i Bańskiej Bystrzycy, a następnie w ewngelickich liceach w Bańskiej Bystrzycy i Bańskiej Szczawnicy. Następnie studiował teologię w Preszburgu. Od 1803 przez cztery lata uczył w prywatnej, protestanckiej szkole założonej przez Ch. K. André w Brnie na Morawach, a następnie pracował tam jako handlowiec w jednej z brneńskich fabryk włókienniczych. Po powrocie do Bańskiej Bystrzycy w 1809 r. podjął pracę nauczyciela w żeńskim liceum w tym mieście. Wkrótce ożenił się z córką tamtejszego radcy górniczego, Kolbányi'ego i zapewne pod jej wpływem założył w Bańskiej Bystrzycy prywatny zakład wychowawczy dla dziewcząt. Był w nim dyrektorem i nauczycielem do 1859 r., kiedy zmarła jego żona, a szkoła wkrótce zakończyła swoją działalność. Później uczył jeszcze różnych przedmiotów przyrodniczych w bańskobystrzyckiej szkole ewangelickiej.
Podczas swej z górą półwiekowej pracy w Bańskiej Bystrzycy Zipser był aktywny w wielu dyscyplinach nauk przyrodniczych, zwłaszcza w geologii i mineralogii. W tym zakresie był wówczas jednym z najaktywniejszych badaczy w całej monarchii. Zainicjował pierwsze kompleksowe badania geologiczne terenów dzisiejszej Słowacji, a w 1817 wydał pierwszy poradnik mineralogiczno-topograficzny Węgier (patrz: „Wybrane publikacje”). Opisał w nim 258 stanowisk mineralogicznych, w tym 148 z terenów dzisiejszej Słowacji.
Wiele podróżował po całych ówczesnych Węgrzech, prowadząc wszędzie badania geologiczno-mineralogiczne i gromadząc zbiory minerałów. Uzupełniał nimi kolekcje wielu instytucji naukowych austriackich, węgierskich i zagranicznych, zyskując sobie tym uznanie i autorytet. Jego własne zbiory liczyły ok. 12 tys. okazów minerałów z całego świata i były szeroko znane w Europie. O zainteresowaniu nimi świadczy fakt, że w 1821 r. przy okazji wizyty w Bańskiej Bystrzycy obejrzał je arcyksiążę Franciszek Karol Habsburg, a następnym roku węgierski palatyn, arcyksiążę Józef Antoni Habsburg z małżonką Marią Dorotą. Jak wskazywała księga wizyt funkcjonująca przy kolekcji (dziś zaginiona), prócz wielu uczonych z krajów monarchii podziwiali ją również naukowcy z Anglii, Hiszpanii, Niemiec, Portugalii, Szwecji, Włoch, a nawet z Brazylii czy Kolumbii.
Zipser wiele uwagi poświęcał również historii mineralogii, w tym dziejom poznawania minerałów występujących w szeroko pojętym bańskobystrzyckim rewirze górniczym. Był jednym z inicjatorów założenia w 1850 r. Węgierskiego Towarzystwa Geologicznego.
C. A. Zipser był jedną z czołowych postaci życia publicznego w Bańskiej Bystrzycy połowy XIX w., aktywną w wielu dziedzinach. Pracując przez pół wieku w bańskobystrzyckich szkołach zasłynął jako doskonały pedagog, umiejący zaszczepić wśród uczniów zainteresowanie otaczającym ich światem. Jego działalność publikacyjna miała w większości charakter popularny: przybliżał w niej czytelnikom bogactwo przyrody Węgier, a zwłaszcza ich „górnej“ części, czyli dzisiejszej Słowacji. Jako uznany znawca górnowęgierskiej przyrody towarzyszył w 1840 r. królowi saskiemu Fryderykowi Augustowi II w jego podróży po Orawie, Liptowie i Spiszu, wchodząc wraz z nim m.in. na Wielki Chocz i tatrzański Krywań oraz zwiedzając doliny Wielicką i Zimnej Wody.
Był członkiem ponad 80 instytucji naukowych i rad naukowych muzeów w całej Europie oraz kawalerem wielu odznaczeń i medali. Za zasługi na polu naukowym został w 1862 odznaczony cesarskim złotym krzyżem z koroną i otrzymał roczną pensję w wysokości 300 florenów.
Pochowany został na cmentarzu ewangelickim w Bańskiej Bystrzycy.

## Wybrane publikacje
- Versuch eines topographisch-mineralogischen Handbuches von Ungarn (Oedenburg 1817);
- Ungerns Mineralreich, orycto-geognostisch dargerstellt (Pesth 1820);
- Lesebuch zum Gebrauche in Töchterschulen (Kaschau 1822);
- Der Badegast in Sliatch in Neder-Ungarn (Banská Bystrica-Kremnica 1827);
- Der Badegast zu Sliatsch in Nieder-Ungarn (Neusohl 1828);
- Neusohl und dessen Umgebungen (Neusohl 1842);
- Die Versammlungen ungarischer Ärzte und Naturforscher (Neusohl 1846).